# Charaxes paradoxa
Charaxes paradoxa is een vlinder uit de familie van de Nymphalidae. De wetenschappelijke naam van de soort is voor het eerst geldig gepubliceerd in 1925 door Percy Lathy.